# Robert De Niro
Robert Anthony De Niro (født 17. august 1943) er en amerikansk skuespiller og filmproducent. Han er kendt for sit samarbejde med Martin Scorsese og anses for at være en af de største og mest indflydelsesrige skuespillere. De Niro er modtageren af forskellige priser, herunder to Oscar-priser, en Golden Globe-pris, Cecil B. DeMille-prisen og en Screen Actors Guild Life Achievement Award. I 2016 modtog De Niro en præsidentiel frihedsmedalje fra den amerikanske præsident Barack Obama.
De Niro studerede skuespil på HB Studio, Stella Adler Conservatory og Lee Strasbergs Actors Studio. Hans første samarbejde med Scorsese var med filmen Gaden uden nåde (1973). De Niro vandt to Oscar-priser, en for bedste mandlige birolle for sin rolle som Vito Corleone i Francis Ford Coppolas The Godfather Part II (1974) og den anden for bedste mandlige hovedrolle, der portrætterer Jake LaMotta i Scorseses drama Raging Bull (1980). Hans øvrige Oscar-nominerede roller var for Taxi Driver (1976), The Deer Hunter (1978), Livet længe leve (1990), Cape Fear (1991), Silver Linings Playbook (2012) og Killers of the Flower Moon (2023).
Han har også medvirket i filmene Bang the Drum Slowly (1973), 1900 (1976), The King of Comedy (1983), Der var engang i Amerika (1984), Brazil (1985), The Mission (1986), De uovervindelige (1987), Jacknife (1989), Goodfellas (1990), This Boy's Life (1993), Mary Shelley's Frankenstein (1994), Heat (1995), Casino (1995), Jackie Brown (1997), Ronin (1998), Joker (2019) og The Irishman (2019). Han instruerede og medvirkede i både A Bronx Tale (1993) og The Good Shepherd (2006). Hans komiske roller inkluderer Greetings (1968), Hi, Mom! (1970), Midnight Run (1988), Wag the Dog (1997), Analyze This (1999) og dens efterfølger, Analyze That (2002), Meet the Parents-filmene (2000–2010); og The Intern (2015).
Også kendt for sine tv-roller portrætterede De Niro Bernie Madoff i HBO-filmen The Wizard of Lies (2017), hvor han fik en Primetime Emmy Award for enestående hovedrolleindehaver i en begrænset serie- eller filmnominering. Han modtog yderligere Emmy Award-nomineringer for at producere Netflix-serien When They See Us (2019), og for at portrættere Robert Mueller på Saturday Night Live.
De Niro og producer Jane Rosenthal grundlagde film- og tv-produktionsselskabet TriBeCa Productions i 1989, som har produceret adskillige film sideløbende med hans egen. Sammen med Rosenthal grundlagde han Tribeca Film Festival i 2002. Mange af De Niros film betragtes som klassikere i amerikansk film. Seks af De Niros film er blevet optaget i National Film Registry af Library of Congress som "kulturelt, historisk eller æstetisk betydningsfulde" fra 2023. Fem film er med på American Film Institutes (AFI) liste over de 100 største amerikanske film gennem tiderne. Timeout magazine's liste over 100 bedste film inkluderede syv af De Niros film, udvalgt af skuespillere i branchen.

## Tidligt liv og uddannelse
Robert Anthony De Niro blev født på Manhattan i New York City den 17. august 1943, det eneste barn af malerne Virginia Admiral og Robert De Niro Sr. Hans far var af irsk og italiensk afstamning, mens hans mor havde hollandske, engelske, franske og tyske aner. Hans forældre, som havde mødt hinanden ved Hans Hofmanns malerkurser i Provincetown, Massachusetts, gik fra hinanden, da han var to år gammel, efter at hans far meddelte, at han var homoseksuel. Han blev opdraget af sin mor i Greenwich Village og Little Italy kvartererne på Manhattan. Hans far boede i nærheden og forblev tæt på De Niro i hans barndom. Med tilnavnet "Bobby Milk" på grund af sin blege teint, blev De Niro ven med mange gadebørn i Little Italy, til stor misbilligelse for sin far. Hans mor var opdraget som presbyterianer, men blev ateist som voksen, mens hans far havde været bortfalden katolik siden 12-årsalderen. Mod hans forældres ønske fik hans bedsteforældre De Niro hemmeligt døbt ind i den katolske kirke, mens han boede hos dem under hans forældres skilsmisse.
De Niro gik på PS 41, en offentlig folkeskole på Manhattan, til og med sjette klasse. Han begyndte skuespil på Dramatic Workshop og fik sin scenedebut i skolen i en alder af 10, hvor han spillede den feje løve i Troldmanden fra Oz. Han gik senere på Elisabeth Irwin High School, den øvre skole i Little Red School House, i syvende og ottende klasse. Han blev derefter optaget på High School of Music & Art i niende klasse, men gik kun i kort tid, før han skiftede til en offentlig ungdomsskole: IS 71, Charles Evans Hughes Junior High School. De Niro gik på gymnasiet på McBurney School og senere Rhodes Preparatory School. Han fandt optræden som en måde at lindre sin generthed og blev fascineret af biografen, så han droppede ud af gymnasiet som 16-årig for at fortsætte med at spille skuespil. Han sagde senere: "Da jeg var omkring 18, så jeg på et tv-program, og jeg sagde: 'Hvis disse skuespillere lever af det, og de ikke er så gode, kan jeg ikke gøre det værre end dem.'" Han studerede skuespil i HB Studio og Lee Strasbergs Actors Studio. De Niro studerede også hos Stella Adler fra Stella Adler-konservatoriet, hvor han blev udsat for Stanislavski-systemets teknikker. Som ung skuespiller var De Niro inspireret af Marlon Brando, Montgomery Clift, James Dean, Greta Garbo, Geraldine Page og Kim Stanley.

## Filmografi
| - Three Rooms in Manhattan (1965) - The Young Wolves (1968) - Greetings (1968) - Sam's Song (1969) - The Wedding Party (1969) - Bloody Mama (1970) - Hi, Mom! (1970) - Jennifer on My Mind (1971) - Born to Win (1971) - The Gang That Couldn't Shoot Straight (1971) - Bang the Drum Slowly (1973) - Gaden uden nåde (1973) - The Godfather Part II (1974) - Taxi Driver (1976) - 1900 (1976) - Magtens sødme (1976) - New York, New York (1977) - The Deer Hunter (1978) - Tyren fra Bronx (1980) - True Confessions (1981) - The King of Comedy (1982) - Der var engang i Amerika (1984) - Falling in Love (1984) - Brazil (1985) - The Mission (1986) - Angel Heart (1987) - De uovervindelige (1987) - Midnight Run (1988) - Jacknife (1989) - We're No Angels (1989) - Stanley & Iris (1990) - Goodfellas (1990) - Livet længe leve (1990) - Guilty by Suspicion (1991) - Flammehav (1991) - Cape Fear (1991) - Mistress (1992) - Night and the City (1992) - Mad Dog and Glory (1993) - This Boy's Life (1993) - A Bronx Tale (1993) - Mary Shelley's Frankenstein (1994) - Casino (1995) - Heat (1995) - One Hundred and One Nights (1995) - The Fan (1996) - Sleepers (1996) - Marvin's Room (1996) - Cop Land (1997) - Jackie Brown (1997) - Wag the Dog (1997) - Great Expectations (1998) - Ronin (1998) - Analyze This (1999) - Flawless (1999) | - The Adventures of Rocky and Bullwinkle (2000) - Men of Honor (2000) - Meet the Parents (2000) - 15 Minutes (2001) - The Score (2001) - Showtime (2002) - City by the Sea (2002) - Analyze That (2002) - Godsend (2004) - Stor Ståhaj (2004) - Meet the Fockers (2004) - The Bridge of San Luis Rey (2004) - Hide and Seek (2005) - The Good Shepherd (2006) - Arthur og Minimoyserne (2006) - Stardust (2007) - Righteous Kill (2008) - What Just Happened (2008) - Everybody's Fine (2009) - Machete (2010) - Stone (2010) - Little Fockers (2010) - The Ages of Love (2011) - Killer Elite (2011) - Limitless (2011) - New Year's Eve (2011) - Being Flynn (2012) - Red Lights (2012) - Freelancers (2012) - Silver Linings Playbook (2012) - The Big Wedding (2013) - Killing Season (2013) - Farvel til mafiaen (2013) - Last Vegas (2013) - American Hustle (2013) - Grudge Match (2013) - The Bag Man (2014) - The Intern (2015) - Heist (2015) - Joy (2015) - Dirty Grandpa (2016) - Hands of Stone (2016) - The Comedian (2016) - Joker (2019) - The Irishman (2019) - I krig med morfar (2020) - The Comeback Trail (2020) - Amsterdam (2022) - Savage Salvation (2022) - Killers of the Flower Moon (2023) - About My Father (2023) - Ezra (2023) - Alto Knights (2024) - Tin Soldier (2024) |